# 부르겐란트크로아티아어
부르겐란트크로아티아어(gradišćanskohrvatski jezik)는 오스트리아, 헝가리, 슬로바키아에서 쓰이는 크로아티아어의 방언이다.